# Hällörsfjärden
Hällörsfjärden este o arie protejată (arie specială de conservare — SAC, sit de importanță comunitară — SCI, arie de protecție specială avifaunistică — SPA) din Finlanda întinsă pe o suprafață de 313 ha, integral pe uscat.

## Localizare
Centrul sitului Hällörsfjärden este situat la coordonatele 63°43′19″N 22°54′58″E / 63.7219°N 22.9161°E.

## Înființare
Situl Hällörsfjärden a fost declarat sit de importanță comunitară în august 1998 pentru a proteja 42 de specii de animale. Alte tipuri de protecție:
- arie de protecție specială avifaunistică (în august 1998)[2]
- arie specială de conservare (în aprilie 2015)[1][3][4]

## Biodiversitate
Situată în ecoregiunea boreală, aria protejată conține 4 habitate naturale: Mlaștini turboase de tranziție și turbării mișcătoare, Păduri naturale în etape succesive primare ale suprafețelor emergente de coastă, Păduri fino-scandinave bogate în ierburi cu Picea abies, Păduri caducifoliate de mlaștină fino-scandinave.
La baza desemnării sitului se află mai multe specii protejate de  păsări (42): minunița (Aegolius funereus), rață sulițar (Anas acuta), gâscă de semănătură (Anser fabalis), stârc cenușiu (Ardea cinerea), pietruș (Arenaria interpres), ciuf de câmp (Asio flammeus), rață-cu-cap-castaniu (Aythya ferina), rața moțată (Aythya fuligula), cocoșul de mesteacăn (Bonasa bonasia), buhai de baltă (Botaurus stellaris), bătăuș (Calidris pugnax), fugaci pitic (Calidris temminckii), erete de stuf (Circus aeruginosus), lebădă de iarnă (Cygnus cygnus), ciocănitoare cu spate alb (Dendrocopos leucotos), ciocănitoare neagră (Dryocopus martius), șoimul rândunelelor (Falco subbuteo), vânturel roșu (Falco tinnunculus), cufundar polar (Gavia arctica), cocor (Grus grus), codalb (Haliaeetus albicilla), Hydrocoloeus minutus, pescăriță mare (Hydroprogne caspia), pescăruș râzător (Larus ridibundus), sitar de mâl (Limosa limosa), becațină mică (Lymnocryptes minimus), Lyrurus tetrix tetrix, rață pestriță (Mareca strepera), rață catifelată (Melanitta fusca), Mergellus albellus, codobatura galbenă (Motacilla flava), vultur pescar (Pandion haliaetus), corcodel-urechiat (Podiceps auritus), corcodel-cu-gât-roșu (Podiceps grisegena), cresteț pestriț (Porzana porzana), Spatula clypeata, rață cârâitoare (Spatula querquedula), chiră de baltă (Sterna hirundo), Sterna paradisaea, fluierar negru (Tringa erythropus), fluierar de mlaștină (Tringa glareola), fluierarul cu picioare roșii (Tringa totanus).
Pe lângă speciile protejate, pe teritoriul sitului au mai fost identificate 14 specii de păsări.